# 정원의 여인들
정원의 여인들(프랑스어: Femmes au jardin)은 프랑스 화가 클로드 모네의 1866년 유화 작품이다. 그림이 그려질 당시 모네의 나이는 26세로, 야외에서 즉석으로 그린 대형화이다.

## 상세
가로 255cm, 세로 205cm에 달하는 대형 캔버스에 그려진 작품으로, 그림을 그릴 당시 캔버스 전반에 똑같은 시점을 유지하기가 어려웠다. 그래서 모네는 캔버스의 아래쪽 절반을 먼저 그린 뒤, 도랑을 파서 캔버스를 아래로 두어 나머지 위쪽 절반을 그렸다고 전해진다. 작품 속 무대는 모네가 임대한 주택의 정원이다. 작품 속 사람들은 당시 연인이자 훗날 아내가 되는 카미유 동시외가 포즈를 취했다. 모네는 실내 작업을 마치고 잡지의 삽화를 참고하여 세련된 의상을 표현하였다.
당시 그림에 입문하지 얼마 되지 않았던 모네는 여러 기법과 소재를 실험하고 있었다. 초창기 모네의 작품은 파리 살롱에서 호평을 받았으나 1867년 《정원의 여인들》을 출품할 당시에는 주제와 서사가 부족하다는 이유로 출품이 거절당했다. 실제로 이 작품은 빛과 분위기의 상호작용이라는 모네의 탐구대상에 집중한 작품이며, 훗날 인상주의 운동의 개척자로 자리매김하는 데 일조하였다. 파리 살롱 측은 모네의 묵직한 붓놀림도 지적 대상으로 거론하였는데 이 역시 인상주의의 주요 특징으로 발전하게 된다. 한 심사위원은 "이런 끔찍한 방향으로 계속 그리려는 젊은이들이 너무 많다. 이제 이런 방향성은 막고 미술을 지킬 차례다"라고 지적했다.
이 그림은 동료 화가인 프레데리크 바지유가 구입하였는데 가난했던 시절의 모네를 응원하기 위해서였다. 지금은 프랑스 파리의 오르세 미술관에 소장되어 있다.

## 같이 보기
- 클로드 모네의 작품 목록

## 관련 문헌
- Turner, Jane (2000). The Grove Dictionary of Art: From Renaissance to Impressionism. Macmillan. p. 163. ISBN 9780312229757ISBN 9780312229757. OCLC 43076942OCLC 43076942